# Пенна (гора)
Пенна (Монте-Пенна; итал. Monte Penna) — гора в Лигурийских Апеннинах, расположенная на территории природного резервата Авето, одна из наиболее высоких в Лигурии.
Северные склоны весьма обрывисты, образованы базальтовыми глыбами с отсутствием растительности. Южные же пологие, покрытые богатой растительностью. С вершины Монте-Пенны открывается вид на Лигурийское море, а также на горы и долины западных Альп.
В прошлом среди лигурийских племён вершина Пенны считалась местожительством кельтского бога Пенна. По имени этого божества гора и получила своё название. Изображение Пенны, как и другой горы — Монте-Пеннино — можно увидеть на гербе природоохранной зоны Авето.